# Miguel Bortolini Castillo
Miguel Bortolini Castillo (Ciudad de México, 29 de septiembre de 1941-13 de agosto de 2016) fue un político mexicano, miembro del Partido de la Revolución Democrática, Jefe Delegacional de Coyoacán de 2003 a 2006.

## Política de Desarrollo Social
Profesor egresado de la Escuela Normal de México, líder sindical y fundador de la Coordinadora Nacional de Trabajadores de la Educación, sector crítico del Sindicato Nacional de Trabajadores de la Educación.
Integrante de la corriente interna del Partido de la Revolución Democrática "Izquierda Democrática Nacional" por sus siglas IDN.
Fue mencionado en algunos escándalos de carácter político manifestados por la oposición, de los cuales en su totalidad salió airoso. Uno de ello el relativo a su participación en la distribución de la Leche Betty, un producto que no era propiamente leche, sino un preparado lácteo a base de soya, y similar en conformación a la "leche en polvo" distribuida por Liconsa.
Consejero Ciudadano en Coyoacán (1995-1997), Diputado local en la Asamblea Legislativa del Distrito Federal (1997-2000), Diputado federal en la Cámara de Diputados del Congreso de la Unión (2000-2003), todos ellos por voto popular. Gobernó entre 2003 y 2006 la Delegación Coyoacán.
Dirigió también una serie de publicaciones que resumían el ideario y acción de la corriente IDN, a la que durante sus últimos años perteneció.